# Aeroportul Ust-Kuyga
Aeroportul Ust-Kuyga (IATA: UKG, ICAO: UEBT) este un aeroport din Iacutia, Rusia ce deservește zona Ust-Kuiga⁠(d). Aeroportul a fost tranzitat în 2017 de 4.039 de pasageri. A fost numit după zona deservită.
Situat la o altitudine de 82 m, aeroportul dispune de o singură pistă.